# Christiaan Barnard
Christiaan Neethling Barnard (ur. 8 listopada 1922 w Beaufort West w RPA, zm. 2 września 2001 w Pafos) – południowoafrykański kardiochirurg, kierownik ośrodka badań i chirurgii serca na uniwersytecie w Kapsztadzie. Jako pierwszy na świecie przeprowadził transplantację ludzkiego serca.

## Życiorys
Christiaan Barnard urodził się 8 listopada 1922 w miasteczku Beaufort West w Południowej Afryce. Jego ojciec, Adam Barnard, był pastorem, a matka, Maria, grała w kościele na organach. Miał czterech braci. Jeden z nich – Abraham – zmarł w wieku 5 lat na serce, co mogło mieć wpływ na dalszą drogę życia Christiaana.
W 1940 rozpoczął naukę w Beaufort West High School. Ponieważ rodzina nie była zbyt bogata, każdego dnia szedł pieszo na uniwersytet 5 mil. W 1946 otrzymał tytuł licencjacki z zakresu medycyny (ang. Bachelor of Medicine) na Uniwersytecie Kapsztadzkim.
W 1948 ożenił się z Alettą Louw, z którą miał dwoje dzieci: Andre i Deirdre. Po ślubie przeniósł się do miasta Ceres, gdzie praktykował jako lekarz rodzinny do 1951.
W 1951 powrócił do Kapsztadu i pracował w Szpitalu Miejskim jako starszy rezydent oraz asystent w Oddziale Medycyny w Szpitalu Groote Schuur. Kontynuował naukę popołudniami i w 1953 otrzymał stopień Master of Medicine Uniwersytetu Kapsztadzkiego. W tym samym roku otrzymał stopień doktora medycyny na tym samym uniwersytecie za dysertację pt. „Leczenie gruźliczego zapalenia opon mózgowych” (The treatment of tuberculosis meningitis). Po uzyskaniu tych stopni został asystentem (rezydentem) w Oddziale Chirurgii pod kierunkiem prof. J. Erasmusa w Szpitalu Groote Schuur w Kapsztadzie.
W 1956 otrzymał stypendium Memoriału Charlesa Adamsa i stypendium fundacji Dazian na 2 lata studiów w USA. Wyjechał do USA, gdzie spędził, według niego, najbardziej fascynujący czas w życiu. Szkolił się w chirurgii klatki piersiowej na Uniwersytecie Minnesoty w Minneapolis, a w 1958 otrzymał tytuł Master of Science in Surgery. Tam wykonał swoją pierwszą operację na otwartym sercu. W tym samym roku otrzymał tytuł Doctor of Philosophy za dysertację zatytułowaną „Etiologia wrodzonej atrezji jelitowej”.
Powrócił do RPA wyposażony w grant publiczny dla dalszych badań na polu chirurgii serca. Jego powrót był triumfalny, otrzymał awans i uznanie. Kontynuował pracę w Szpitalu Groote Schuur jako specjalista chirurgii klatki piersiowej, został pełnoetatowym wykładowcą oraz dyrektorem Zakładu Chirurgii na Uniwersytecie Kapsztadzkim. Prowadził także pracownię doświadczalną, gdzie doskonalił różne techniki operacyjne ze znaczącym udziałem czarnoskórego asystenta laboratoryjnego Hamiltona Nakiego. Trzy lata po powrocie do RPA został mianowany kierownikiem Katedry Chirurgii Klatki Piersiowej w szpitalu klinicznym przy Uniwersytecie Kapsztadzkim. W 1962 awansował na professor associate w Katedrze Chirurgii tegoż Uniwersytetu.

### Operacje transplantacji serca

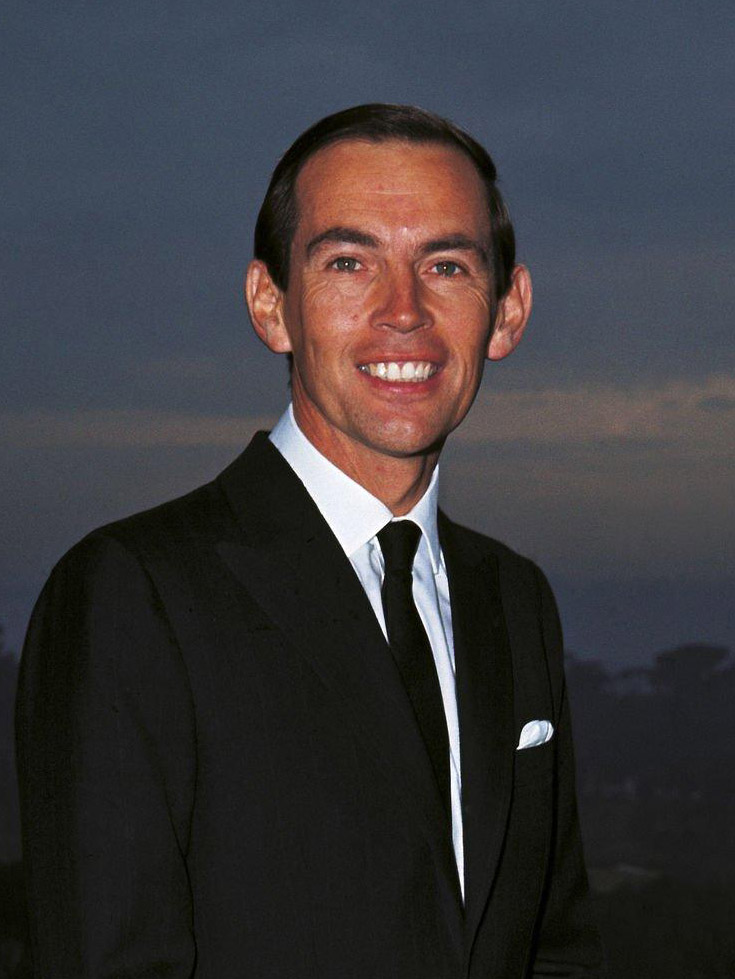
Barnard we Włoszech (1968)

3 grudnia 1967 Barnard przy asyście młodszego brata dr Mariusa Barnarda, kierował zespołem chirurgów, który przeprowadził pierwszą transplantację ludzkiego serca. Serce zostało pobrane od Denise Darvall, ofiary wypadku drogowego. Operacja się udała, jednak pacjent, 53-letni Louis Washkansky, zmarł po 18 dniach na zapalenie płuc, gdyż leki przeciw odrzuceniu nowego serca przez ciało osłabiły jego odporność na infekcje. Już 2 stycznia 1968 Barnard dokonał drugiej transplantacji serca u śmiertelnie chorego dr Philipa Blaiberga. Dawcą był młody człowiek, który dostał krwotoku podpajęczynówkowego podczas kąpieli w morzu. Blaiberg żył po zabiegu ponad 19 miesięcy. Po 1968 operacje transplantacji serca upowszechniły się, chociaż dużym problemem było zapobieganie odrzucaniu przeszczepionego serca oraz znaczna toksyczność ówcześnie znanych i stosowanych leków o działaniu immunosupresyjnym (a będących w zasadzie cytostatykami). Czterech z pierwszych dziesięciu pacjentów Barnarda przeżyło ponad rok, dwoje przeżyło z nowym sercem ponad 10 lat, a jedna osoba przeżyła jeszcze 23 lata. Przełomem było odkrycie w 1974 cyklosporyny. Najdłużej żyjącym pacjentem Barnarda był Dirk van Zyl, który z przeszczepionym sercem żył 23 lata (zmarł w 1996 na cukrzycę).
Po pierwszej transplantacji Barnard stał się powszechnie znany na świecie i z dnia na dzień został międzynarodową gwiazdą. Dla niego ta sława była zaskoczeniem, ponieważ uważał przeszczepienie serca za całkiem logiczną konsekwencję stałego rozwoju chirurgii klatki piersiowej. Niemniej to Barnard pokazał, że przeszczepienie serca było możliwe, przez co uczynił pierwszy krok w nową formę chirurgii, która jest teraz standardem w praktyce medycznej.

### Lata 1970–2000

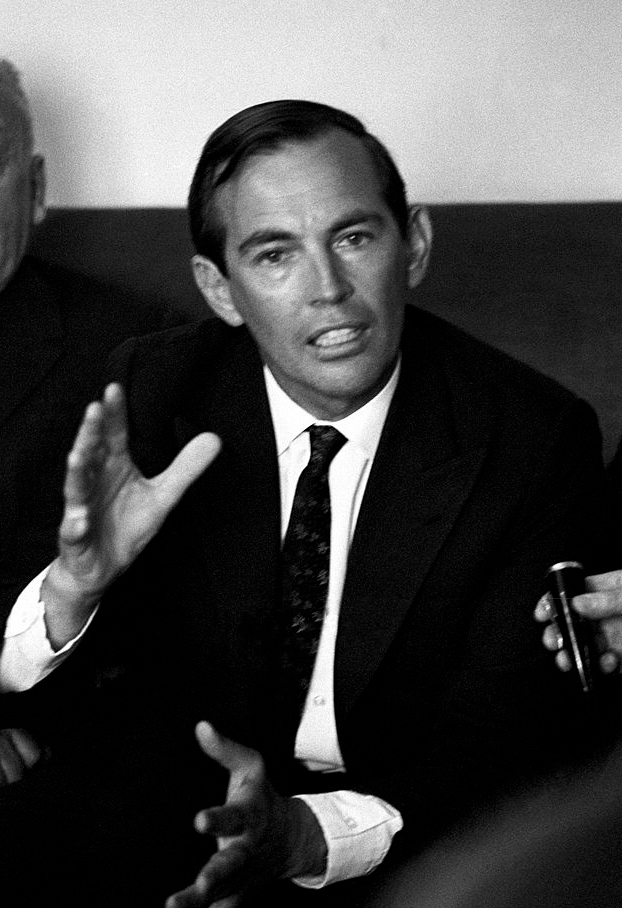
Barnard (1969)

Swój czas spędzał podróżując po świecie, spotykając znanych ludzi – od książąt i królów (m.in. król Jordanii Husajn ibn Talal) do prezydenta Johnsona, spotkał się także z papieżem Pawłem VI. Stał się znany jako „chirurg – gwiazda filmowa”. Faktem mniej znanym było to, że leczył setki pacjentów bez zapłaty.
W 1969 rozwiódł się, a w 1970 ożenił z 19-letnią Barbarą Zoellner. Mieli dwóch synów, Christiaana Jr. i Roberta. W 1972 został awansowany na profesora nauk chirurgicznych w Katedrze Chirurgii Uniwersytetu Kapsztadzkiego. W 1974  wykonał pierwszą podwójną transplantację serca bez usunięcia chorego serca. Z Barbarą rozwiódł się w 1982.
W 1983 zrezygnował z kierownictwa Katedrą Chirurgii Klatki Piersiowej. Spędził 2 lata jako Scientist-In-Residence w Instytucie Transplantacyjnym Oklahoma w Baptystycznym Centrum Medycznym w Oklahoma City w USA.
W 1984 jego najstarszy syn, Andre, także lekarz, popełnił samobójstwo.
W 1987 powrócił do RPA i ożenił się ponownie w 1988 z 40 lat młodszą modelką Karin Setzkorn. W tym związku miał dwoje dzieci, Larę i Armina, ale rozwiedli się w 2000.
Christiaan Barnard zmarł 2 września 2001 w czasie urlopu w hotelu w Pafos na Cyprze z powodu ataku astmy.

## Twórczość
- One Life, Macmillan, 1969.
- Heart attack: You don't have to die, Delacorte Press, 1971.
- The unwanted: a novel, McKay, 1975 (współautor Siegfried Stander).
- South Africa: sharp dissection, Books in Focus, 1977.
- In The Night Season, Prentice-Hall, 1978 (współautor Siegfried Stander).
- The Best Medicine, Tafelberg, 1979.
- Good Life Good Death: A Doctor's Case for Euthanasia and Suicide, Prentice-Hall, 1980.
- The Body machine, Crown, 1981.
- Your Healthy Heart, McGraw-Hill, 1986.
- Arthritis Handbook: How to Live With Arthritis, ISIS Large Print/Clio Press, 1986.
- The Second Life, Vlaeberg, 1993.
- Donor, Penguin Group Incorporated, 1997.
- 50 Ways to a Healthy Heart, Thorsons, 2001 (wyd. pol. 50 Dróg do zdrowego serca, Książka i Wiedza, 1999).